# Spieluhr von Martin Chaloupka

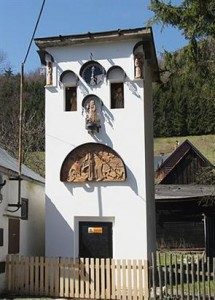
Spieluhr von Kryštofovo Údolí

Die Spieluhr von Kryštofovo Údolí ist eine zwischen 2006 und 2008 in einer ehemaligen Turmstation in Kryštofovo Údolí im Norden Tschechiens aufgebaute Uhr, die eine interessante Umnutzung einer stillgelegten Transformatorenstation darstellt. Die Uhr wurde am 20. September 2008 in Betrieb genommen.
Die Uhr ist in ihrer äußeren Erscheinung der astronomischen Uhr auf dem Prager Altstädter Ring nachempfunden, bisher aber ohne astronomische Funktionen. Sie besitzt ein satellitengesteuertes elektronisches Uhrwerk und an der Seitenwand eine Sonnenuhr. Darüber hinaus ist sie mit 19 beweglichen und zwei statischen Figuren aus Lindenholz ausgestattet: Zu jeder vollen Stunde zwischen 8 und 22 Uhr setzt sich die durch einen Elektromotor angetriebene Mechanik in Gang und lässt die 12 Apostel, einen Nachtwächter mit Hund sowie Szenen aus dem bäuerlichen Bereich durch zwei Schaufenster passieren.
Die Uhr ist ein Projekt des lokalen privaten Museumsbetreibers Martin Chaloupka. Die Figuren schuf der Holzschnitzer und Grafiker Václav Plechatý aus Liberec, daneben beteiligten sich lokale Kunsthandwerker an dem Projekt. Tschechische Schauspieler, Moderatoren und Politiker übernahmen Patenschaften für die Figuren. Die Kosten in Höhe von 100.000 tschechischen Kronen übernahm die Region Liberec – die gleiche Summe wäre für den Abriss der ehemaligen Trafostation angefallen.